# Orthonops overtus
Orthonops overtus là một loài nhện trong họ Caponiidae.
Loài này thuộc chi Orthonops. Orthonops overtus được Ralph Vary Chamberlin miêu tả năm 1924.